# 1163
| [ Edytuj tabelę ]          |                                                                         |
| Książę Małopolski          | - 1146 Bolesław IV Kędzierzawy 1173                                     |
| Książę Wielkopolski        | - 1138 Mieszko III Stary 1177                                           |
| Król Angkoru               | - 1160 Jaszowarman II 1165                                              |
| Król Anglii                | - 1154 Henryk II 1189                                                   |
| Król Aragonii              | - 1137 Petronela Aragońska 1164                                         |
| Hrabia Barcelony           | - 1162 Alfons II Aragoński 1164                                         |
| Książę Bawarii             | - 1156 Henryk XII Lew 1180                                              |
| Margrabia Brandenburgii    | - 1144 Albrecht Niedźwiedź 1170                                         |
| Książę Burgundii           | - 1162 Hugo III 1192                                                    |
| Cesarz Bizancjum           | - 1143 Manuel I Komnen 1180                                             |
| Cesarz Chin                | - 1162 Song Xiaozong 1189                                               |
| Książę Czech               | - 1140 Władysław II 1172                                                |
| Król Danii                 | - 1157 Waldemar I Wielki 1182                                           |
| Władca Egiptu              | - 1160 Al-Adid 1171                                                     |
| Król Francji               | - 1137 Ludwik VII Młody 1180                                            |
| Król Gruzji                | - 1156 Jerzy III 1184                                                   |
| Hrabia Holandii            | - 1157 Floris III 1190                                                  |
| Cesarz Japonii             | - 1158 Nijō 1165                                                        |
| Kalif                      | - 1160 Al-Mustandżid 1170                                               |
| Król Kastylii              | - 1158 Alfons VIII Szlachetny 1214                                      |
| Wielki książę Kijowa       | - 1159 Rościsław I Michał 1167                                          |
| Patriarcha Konstantynopola | - 1156 Łukasz Chryzoberges 1169                                         |
| Władca Korei               | - 1146 Ŭijong 1170                                                      |
| Król Leónu                 | - 1157 Ferdynand II 1188                                                |
| Kalif Maroka               | - 1147 Abd al-Mumin 1163 - 1163 Abu Jusuf I 1184                        |
| Król Nawarry               | - 1150 Sancho VI 1194                                                   |
| Król Norwegii              | - 1161 Magnus V 1184                                                    |
| Hrabia Palatynatu          | - 1155 Konrad Hohenstauf 1195                                           |
| Papież                     | - 1159 Aleksander III 1181 - 1159 antypapież Wiktor IV (Ottaviano) 1164 |
| Król Portugalii            | - 1139 Alfons I 1185                                                    |
| Sułtan Rumu                | - 1156 Kilidż Arslan II 1192                                            |
| Książę Rusi halickiej      | - 1153 Jarosław Ośmiomysł 1187                                          |
| Cesarz Rzymski (niemiecki) | - 1155 Fryderyk I Barbarossa 1190                                       |
| Książę Saksonii            | - 1142 Henryk Lew 1180                                                  |
| Król Szkocji               | - 1153 Malcolm IV 1165                                                  |
| Król Szwecji               | - 1155 Karol Sverkersson 1167                                           |
| Doża Wenecji               | - 1156 Vitale II Michiel 1172                                           |
| Król Węgier                | - 1162 Władysław II 1163 - 1163 Stefan IV 1163 - 1163 Stefan III 1172   |

Rok 1163 / MCLXIII
stulecia: XI wiek ~
XII wiek ~
XIII wiek

lata: 1153 «
1158 «
1159 «
1160 «
1161 «
1162 «
1163
» 1164
» 1165
» 1166
» 1167
» 1168
» 1173

## Wydarzenia w Polsce
- Powrót na Śląsk synów Władysława II Wygnańca, Bolesława Wysokiego i Mieszka Plątonogiego. Bolesław IV Kędzierzawy zatrzymał jednak niektóre tamtejsze grody, pragnąc prawdopodobnie zabezpieczyć tym sposobem śląskich wielmożów przed zemstą ze strony synów wypędzonego księcia.
- Jaksa z Kopanicy sprowadził do Miechowa Kanoników Grobu Pańskiego z Jerozolimy.

## Wydarzenia na świecie
- 27 stycznia – Stefan IV węgierski został koronowany na króla Węgier.
- 24 listopada – IV wojna włoska Fryderyka Barbarossy: wojska cesarskie zburzyły Tarano.
- Książę saski Henryk Lew po trzyletniej kampanii podbił słowiańskich Obodrytów na Połabiu.

## Urodzili się
- Kanut VI, król Danii (zm. 1202)
- Tesław, książę Rugii (zm. między 1170 i 1181).
- Tiantong Rujing, chiński mistrz chan szkoły caodong (zm. 1228).

## Zmarli
- 14 stycznia – Władysław II, król Węgier (ur. 1131)
- data dzienna nieznana:
  - Abd al-Mumin, Kalif Maroka, założyciel dynastii Almohadów (ur. ok. 1094)
  - Dahui Zonggao, chiński mistrz chan z odłamu yangqi szkoły linji (ur. 1089)
  - Rajmund z Fitero, hiszpański cysters, święty katolicki (ur. ?)